# フュージョン (音楽)
フュージョン（jazz fusion、fusion）は、1960年代後半から1970年代初頭に発生した、ジャズを基調にロックやラテン音楽、時にはクラシック音楽などを融合させた音楽のジャンルである。ジャズの派生ジャンルとされている。

## 歴史
電気楽器をジャズに導入する試みは、 60年代後半から開始された。マイルス・デイヴィスの『イン・ア・サイレント・ウェイ』(1969年)と『ビッチェズ・ブリュー』。マイルスのアルバムとしては(1970年)は、初期のエレクトリック・ジャズの代表作である。電気楽器を使用したジャズは、当初はジャズ・ロックやエレクトリック・ジャズと呼ばれることが多かった。それ以前の1966年に、ラリー・コリエル率いるザ・フリー・スピリッツのアルバムが発表されているが、知名度はきわめて低かった。また、ギル・メレの『トムVI』(1967年)も、最も初期のエレクトリック・ジャズの1枚ではないかという説もある。さらに1970年代（1972年ごろ）に入ると、ソウル・ミュージックやラテン音楽の要素を取り入れ、クロスオーバーと呼ばれるようになる。同時期にはクラシック音楽を題材にした曲もあり、異例のセールスを記録したデオダートの『ツァラトゥストラはかく語りき』（R.シュトラウス）や、ボブ・ジェームスの『はげ山の一夜』（M.ムソルグスキー）等がある。またジャン＝リュック・ポンティのアルバムも話題になった。1970年代半ばになり、クロスオーバーをさらに商業化したサウンドが現れるようになると、他のジャンルと融合した音楽という意味で、それらの音楽をフュージョンと呼ぶようになった。一方で、フュージョンは同時代の「ディスコ」や「産業ロック」と同じように、商業主義的だとして批判されることがあった。1977年ごろにさかんにNHK-FM放送を中心とした日本のFM局でオンエアされたミュージシャンには、リー・リトナー、ラリー・カールトン、アル・ディ・メオラ、高中正義らがいた。1978年にはチャック・マンジョーネの「フィールズ・ソー・グッド」が、全米でトップ5に入る大ヒットとなった。またスパイロ・ジャイラも「モーニング・ダンス」のヒットを放ち、人気フュージョン・バンドとなっている。アール・クルーがインスト・カバーした「ダンス・ウィズ・ミー」（オリジナルはオーリアンズ）は、天気情報番組のバックでさかんにオンエアされた。1990年代から現在にかけては、フュージョンを大衆に聞きやすくしたスムーズジャズのジャンルに移行している。フュージョンの曲の多くは、ボーカル無しのインストゥルメンタルであったため、BGMとして使用しやすく、テレビ・ラジオ番組で、フュージョンの楽曲がさかんに使用された。

## 主なミュージシャン
ジャズマンについてはジャズ音楽家の一覧も参照。

### 世界のアーティスト
- アール・クルー
- アイアート・モレイラ
- アジムス
- アル・ジャロウ
- アル・ディ・メオラ
- イエロージャケッツ
- ウィントン・マルサリス
- ウェイン・ショーター
- ヴィクター・ウッテン
- ウェザー・リポート
- エアプレイ
- エリック・ゲイル
- エロイーズ・ロウズ[12]
- オマー・ハキム
- ザ・ガッド・ギャング
- キース・ジャレット
- クリス・ベッカーズ・スプラッシュ（UK）
- クルセイダーズ
- グローヴァー・ワシントン・ジュニア
- ゲイリー・ムーア
- ケニー・G
- コーネル・デュプリー
- コロシアムII
- シーウィンド
- ジェフ・ベック
- ジェフ・ポーカロ
- ジェフ・ローバー・フュージョン
- ジェリー・ヘイ
- シャカタク（UK）
- ジャコ・パストリアス
- ジョー・ザヴィヌル
- ジョー・サンプル
- ジョージ・デューク
- ジョージ・ベンソン
- ジョージ・ハワード
- ジョン・トロペイ[注釈 5]
- ジョン・ハイズマン
- ジョン・パティトゥッチ
- ジョン・マクラフリン
- スタッフ
- スコット・ヘンダーソン
- スタンリー・クラーク
- スティーブ・ガッド
- スティーブ・ルカサー
- ステップス・アヘッド
- スパイロ・ジャイラ
- チャック・マンジョーネ
- チック・コリア
- デイヴ・グルーシン
- デイヴィッド・サンボーン
- デイヴィッド・フォスター
- デイヴィッド・ベノワ
- デオダート
- トム・スコット
- ドナルド・バード
- ドン・グルーシン
- ナイアシン
- ナジー
- ネーザン・イースト
- ノーマン・コナーズ[13]
- ハービー・ハンコック
- ハーヴィー・メイソン
- パット・メセニー・グループ
- ハリー・コニック・ジュニア
- ピーセズ・オブ・ア・ドリーム
- ビル・ブルーフォード
- ヒロシマ
- ヒューバート・ロウズ
- ビリー・コブハム
- フォープレイ
- ブライアン・カルバートソン
- ブラック・バーズ
- ブランフォード・マルサリス
- フルーツケーキ（オランダ）
- フルムーン
- ブレッカー・ブラザーズ
- ポール・ジャクソン
- ポール・ジャクソン・ジュニア
- ボブ・ジェームス
- マーカス・ミラー
- マイケル・ブレッカー
- マイク・スターン
- マイク・マイニエリ
- マイルス・デイヴィス
- マハヴィシュヌ・オーケストラ
- マリーナ・ショウ
- マンハッタン・トランスファー
- ミニー・リパートン
- メゾフォルテ（アイスランド）
- ラーセン・フェイトン・バンド
- ラムゼイ・ルイス
- ラリー・カールトン
- ラリー・コリエル
- ランディ・ブレッカー
- リッピントンズ
- リー・リトナー
- リターン・トゥ・フォーエヴァー
- リチャード・ボナ
- レニー・ホワイト
- ロベン・フォード[注釈 6]
- ロイ・エアーズ・ユビキティ
- ロニー・リストン・スミス
- ロニー・ロウズ
- ロン・カーター

### 日本のアーティスト
あ行
- 安藤正容[注釈 7]
- 伊東たけし[注釈 8]
- 乾裕樹
- 上原ひろみ
- S.S.T.BAND
- 大髙清美[注釈 9]
- 大村憲司

か行
- カシオペア
- 角松敏生
- カリオカ
- 川崎燎
- 河野啓三[注釈 7]
- カンガルー
- 菊地雅章
- 後藤次利
- 熊谷徳明[注釈 10]
- COSMOS-keyboards trio-

さ行
- 佐々木隆[注釈 10]
- 櫻井哲夫[注釈 10]
- 城之内ミサ
- 神保彰[注釈 10]
- スペクトラム
- Sensation

た行
- 高中正義
- タイガー大越
- T-SQUARE
- DIMENSION
- 鳥山雄司

な行
- ナニワエキスプレス
- 鳴瀬喜博[注釈 9]
- ネイティブ・サン
- 野呂一生[注釈 9]

は行
- PARACHUTE
- 坂東慧[注釈 8]
- 日野賢二
- 日野皓正
- 日山正明[注釈 10]
- 深町純
- プリズム
- 本多俊之
- 本田雅人
- 本田竹広

ま行
- 松居慶子
- 松岡直也&ウィッシング
- 松下誠
- 増尾好秋
- マリーン
- MALTA
- 向井滋春
- 向谷実[注釈 10]
- 森園勝敏

や行、ら行、わ行
- 渡辺香津美
- 渡辺建[注釈 11]
- 渡辺貞夫
- 和田アキラ[注釈 12]